# Câmara dos Comuns do Reino Unido
Câmara dos Comuns do Reino Unido (Em Inglês, House of Commons of the United Kingdom) é a câmara baixa do Parlamento do Reino Unido, composta por cerca de 650 membros chamados de Members of Parliament (Em português, Membro do Parlamento), ou seja, o equivalente a deputado, sendo que um deles deve presidir a casa, sendo denominado Speaker (cargo atualmente ocupado por Sir Lindsay Hoyle).
Os membros do parlamento são eleitos através do sistema distrital first-past-the-post (FPTP) do Reino Unido para um mandato de cerca de 5 anos. Cada mandato dura até o Parlamento ser dissolvido para novas eleições.
Originou-se na Câmara dos Comuns da Inglaterra, fundada no século XIV e depois evoluiu para Câmara dos Comuns da Grã-Bretanha até chegar a sua forma atual. Durante séculos a câmara baixa do parlamento britânico alcançou poder maior do que a Câmara dos Lordes, mas atualmente seus membros são considerados menos influentes quando da reunião do Parlamento. Contudo, quase todos os ministros do governo são apontados pela Câmara dos Comuns desde 1902.
O Parlamento do Reino Unido, como é atualmente, descende do extinto Parlamento da Inglaterra que foi modificado para Parlamento da Grã-Bretanha pelo Tratado de União de 1707. O Parlamento foi recriado novamente pelo Ato de União de 1800, passando a ser conhecido oficialmente como Parlamento do Reino Unido após a extinção do Parlamento irlandês.

## Sistema
O parlamento usa o sistema multipartidário com 2 coalizões, a situação, representada pelo Governo do Reino Unido, e a oposição, representada pela coalizão da A Mais Leal Oposição Oficial de Sua Majestade.

## Composição
Após a eleição de 2024.
| Partido | Partido                                | Ideologia              | Espectro                 | Mandatos  |
| ------- | -------------------------------------- | ---------------------- | ------------------------ | --------- |
|         | Partido Trabalhista                    | Social-democracia      | Centro-esquerda          | 412 / 650 |
|         | Partido Conservador                    | Conservadorismo        | Centro-direita           | 121 / 650 |
|         | Liberal Democratas                     | Liberalismo            | Centro a Centro-esquerda | 72 / 650  |
|         | Partido Nacional Escocês               | Nacionalismo escocês   | Centro-esquerda          | 9 / 650   |
|         | Sinn Féin                              | Nacionalismo irlandês  | Centro-esquerda          | 7 / 650   |
|         | Partido Unionista Democrático          | Unionismo              | Direita                  | 5 / 650   |
|         | Reform UK                              | Ultra-conservadorismo  | Extrema-direita          | 5 / 650   |
|         | Plaid Cymru                            | Nacionalismo Galês     | Centro-esquerda          | 4 / 650   |
|         | Partido Verde                          | Políticas verdes       | Esquerda                 | 4 / 650   |
|         | Partido Social Democrata e Trabalhista | Pró-europeísmo         | Centro-esquerda          | 2 / 650   |
|         | Partido da Aliança                     | Pró-europeísmo         | Centro                   | 1 / 650   |
|         | Independente                           | De diversas ideologias |                          | 6 / 650   |